# 吴城水库
吴城水库是中国山西省吕梁市离石区境内的一座水库，位于东川河上，建于1978年。水库正常库容为800万立方米，集雨面积为220平方千米。